# Korolewo (rejon rudniański)
Korolewo (ros. Королево) – wieś (ros. деревня, trb. dieriewnia) w zachodniej Rosji, w osiedlu wiejskim Lubawiczskoje rejonu rudniańskiego w obwodzie smoleńskim.

## Geografia
Miejscowość położona jest w dorzeczu rzeki Małaja Bieriezina, 14 km od granicy z Białorusią, 19,5 km od drogi magistralnej M1 «Białoruś», 6 km od najbliższego przystanku kolejowego (450 km), przy drodze regionalnej 66N-1633 (66N-1614 – Korolewo), 1,5 km od drogi regionalnej 66N-1614 (66N-1608 / Centnierowka – Kazimirowo – Szyłowo), 7,5 km od drogi federalnej R120 (Orzeł – Briańsk – Smoleńsk – granica z Białorusią), 10 km od centrum administracyjnego osiedla wiejskiego (Lubawiczi), 9 km od centrum administracyjnego rejonu (Rudnia), 62 km od Smoleńska.
W granicach miejscowości znajdują się ulice: Lesnaja, Ługowaja, Sadowaja, Sadowyj pierieułok.

## Demografia
W 2010 r. miejscowość zamieszkiwały 34 osoby.

## Historia
W czasie II wojny światowej od lipca 1941 roku wieś była okupowana przez hitlerowców. Wyzwolenie nastąpiło w październiku 1943 roku.
Uchwałą z dnia 20 grudnia 2018 roku w skład jednostki administracyjnej Lubawiczskoje weszły wszystkie miejscowości (w tym Korolewo) zlikwidowanego osiedla wiejskiego Kazimirowskoje.